# Parque natural de Despeñaperros
El Parque natural de Despeñaperros es un espacio natural protegido situado en el municipio de Santa Elena, al norte de Andalucía y excavado por el río Despeñaperros. Fue declarado Parque natural por la Junta de Andalucía por sus valores geológicos, paisajísticos, así como por su flora y fauna destacables, y cuenta con una extensión de 7649 ha.
Se trata de un desfiladero de paredes abruptas, con desniveles de más de 500 m de altura y muy utilizado por el hombre a lo largo de la historia, al ser paso natural de la Sierra Morena y punto de conexión principal entre Andalucía y la Meseta por Castilla-La Mancha. Por Despeñaperros han pasado históricamente importantes vías de comunicación tanto por carretera, con la autovía del Sur, como por ferrocarril. Desde 1985, era uno de los dos únicos accesos ferroviarios que conectaban Andalucía con el exterior (junto con la línea Mérida-Sevilla) y el más importante hasta 1992, cuando se concluyó la línea de alta velocidad Madrid–Sevilla (90 km al oeste).

## Nombre
El nombre de «Despeñaperros» tiene su origen entre la meseta castellana y Andalucía, surgida de deformaciones fonéticas del lenguaje de la época, de ahí surgiría el término Bezpañaperros, que daría con el tiempo el nombre actual del desfiladero.
La primera palabra, Bezpaña, es una variante confusa de la palabra "Hespaña", es decir España, de pronunciación deformada o viciada. La segunda palabra, perros, se basa nuevamente en las palabras confusas "besparras" y "Hesperia". Hesperia en la mitología griega y romana se refería a la tierra mítica en los márgenes, en lo que cabe decir el lucero del Véspero/Hespero y las Hespérides.
De igual manera, en el Atlas de El Escorial, del XVI, el paso aparece representado con el nombre de «puerto del Muladar». por lo que algunos presuponen que su actual nombre es posterior a esa fecha. 
Pese a que el significado del nombre parece claro, no se conoce su origen. Existen varias leyendas al respecto. La más conocida de ellas dice que en la batalla de las Navas de Tolosa las tropas cristianas, invictas, precipitaron a las tropas almohades, a los cuales llamaban perros, por los desfiladeros del lugar. Algunos mencionan la batalla de Bailén en su lugar.

## Geología
Está situado en los límites orientales de la Sierra Morena, de orientación este-oeste, pero que es atravesada por algunos ríos orientados de norte a sur, haciendo que algunas zonas de la Meseta Central drenen hacia el sur, hacia el río Guadalquivir, atravesando la teórica barrera natural de la Sierra Morena. Este es el caso del río Despeñaperros que ha excavado este desfiladero, pero también el del río Guarrizas, que discurre unos 11 km al este, y que forma la hermosa cascada de Cimbarra, protegida como paraje natural. Hay que señalar que el río Despeñaperros es afluente del Guarrizas, al que se une unos 10 km al sur del desfiladero.
Por otro lado, el desfiladero pone al descubierto parte de la historia geológica del entorno, paredes verticales compuestas por cuarcitas, principalmente de la formación denominada cuarcita armoricana, de gran dureza, formada en el mar hace 500 millones años a comienzos del Paleozoico, que posteriormente sería cubierta por materiales más modernos y que en el Carbonífero, hace unos 320 millones de años, en la orogenia varisca por colisión de los continentes Laurussia y Gondwana, quedarían elevados y expuestos a la erosión durante millones de años, hasta su completa denudación. Es en el Cenozoico, durante la orogenia alpina, cuando se forma el relieve actual, elevándose las sierras interiores de la península ibérica por el choque entre las placas africana y europea.
En los estratos de la cuarcita armoricana quedan a veces al descubierto espectaculares ondulitas o rizaduras de oleaje, como las que podemos observar en cualquier fondo marino somero arenoso, lo que nos desvela su origen. También excepcionalmente quedan al descubierto crucianas, rastros fósiles de organismos que dejaron su marca en el sedimento arenoso hace casi 500 millones de años.

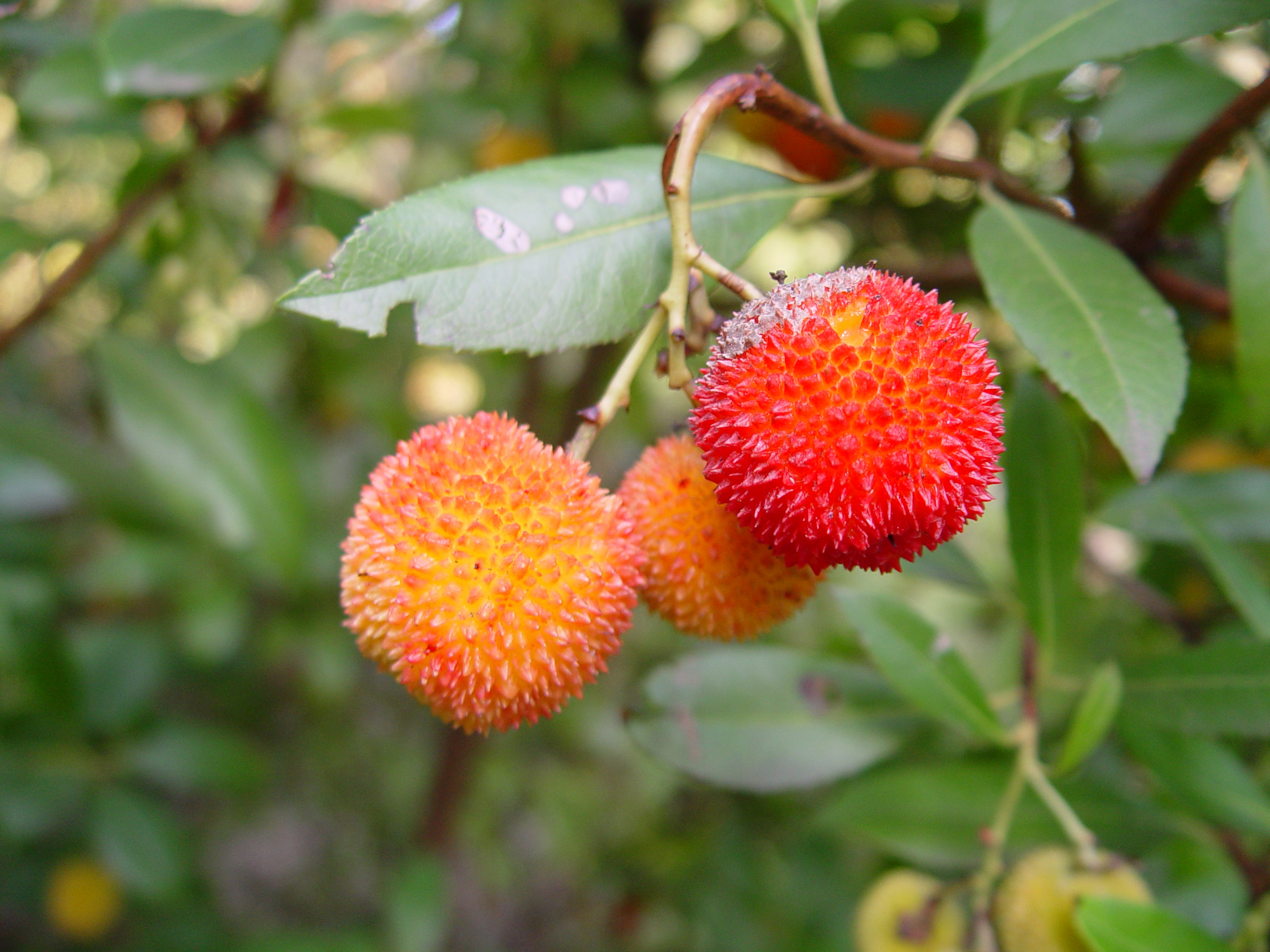
Fruto del madroño.

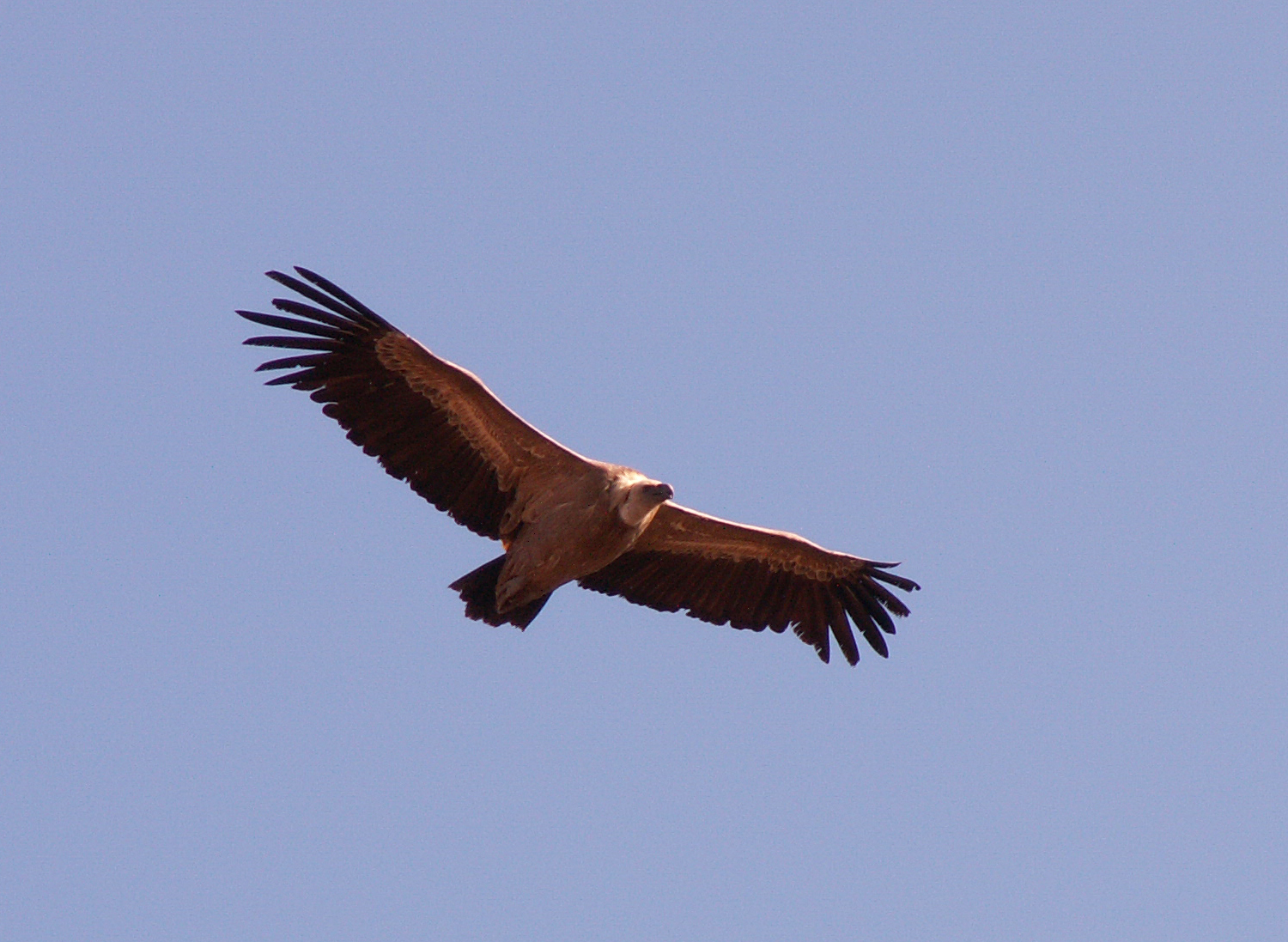
Buitre leonado.

De entre las formaciones rocosas y laderas rocosas que se observan en Despeñaperros, destacan algunas con nombre propio, como El Salto del Fraile, Las Correderas, o Los Órganos, en los que la cuarcita ha sido plegada hasta quedar en estratos verticales, a los que la erosión ha dado formas de tubos puntiagudos, que evocan el órgano musical.

## Flora
La vegetación dominante es similar en toda la Sierra Morena oriental, el bosque mediterráneo, con predominio de encinas y alcornoques, pero también quejigo, roble melojo, arizónicas y pinos (piñonero, carrasco y negral). El matorral es de madroños, brezos, jaras, mirtos y coscojas.
También merecen mención los bosques galería que aparecen en los distintos ríos y arroyos, más umbríos y húmedos, con alisos, fresnos y sauces. Por otra parte, en el parque natural existen treinta endemismos únicos en el mundo y otras especies únicas en la península ibérica.

## Fauna
Hay una importante presencia de ciervo y jabalí, sobre los que se mantienen autorizadas monterías de caza, pero es más destacable la presencia del lince ibérico, ya que en esta zona vive la mayor población existente de esta especie. También hay pequeños carnívoros como el zorro, el meloncillo y el gato montés. Entre las aves que habitan Despeñaperros destacan el águila imperial y el buitre leonado.

## Historia
Tanto en Despeñaperros como en la cascada de Cimbarra y las cuevas del entorno se presentan importantes ejemplos de pinturas rupestres neolíticas, prueba del valor estratégico que este territorio tuvo como lugar de paso obligado de civilizaciones desde la Meseta Central hacia Andalucía, entre las que destacan las de la Cueva de los Muñecos y las de las Cuevas de las Vacas del Retamoso.

## Imágenes

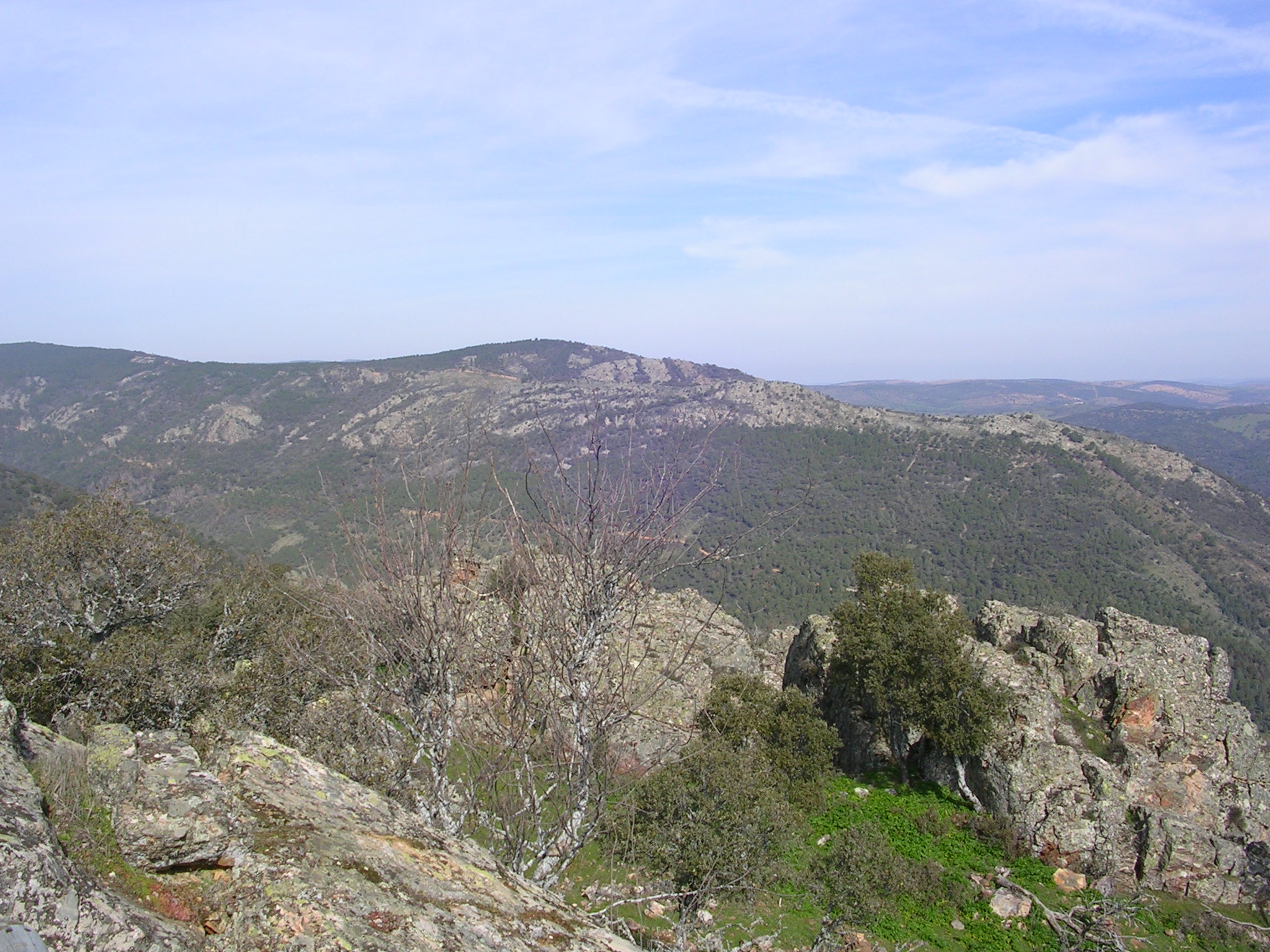
Vista general del Parque Natural.
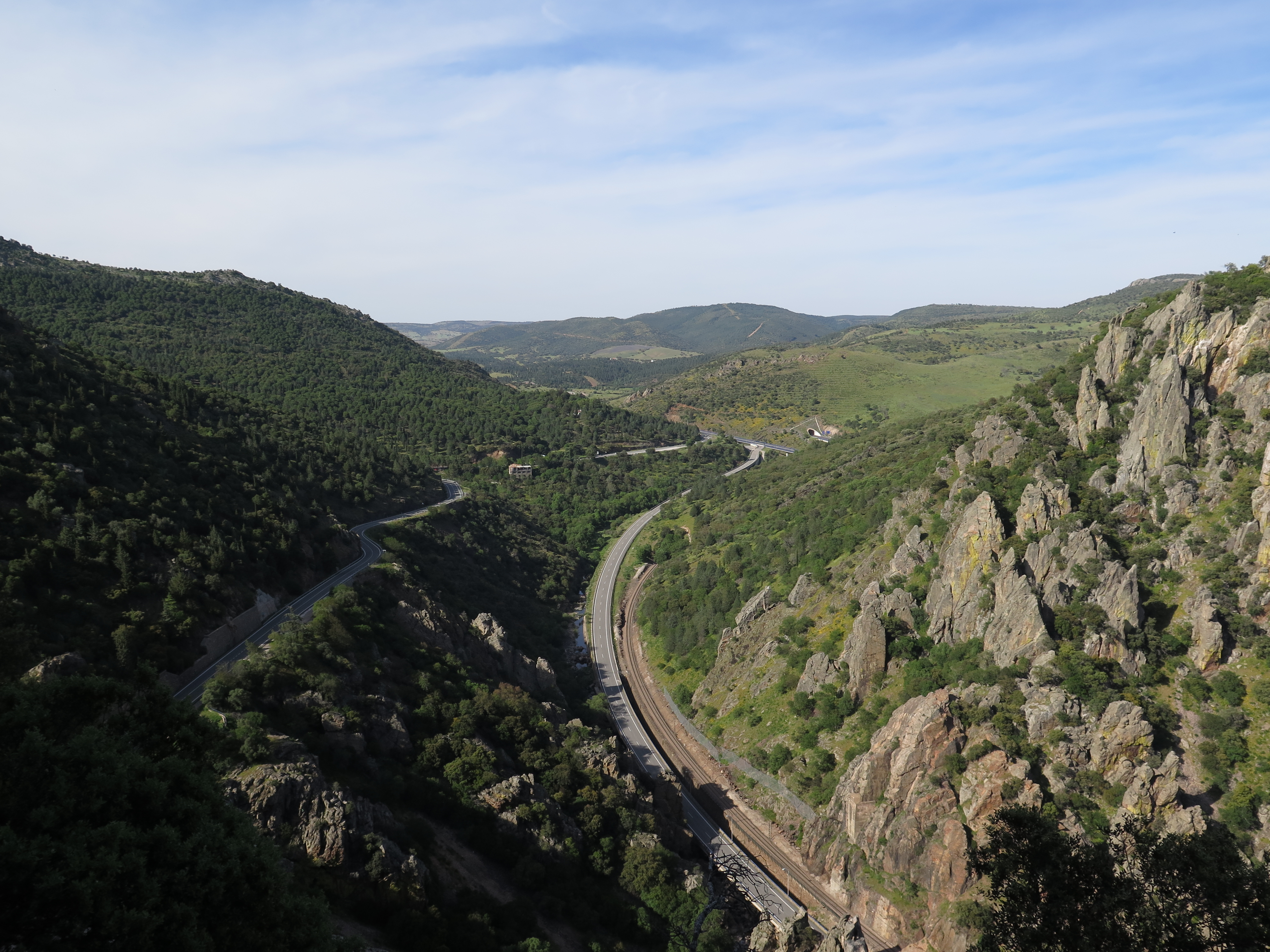
Paso de Despeñaperros, vista hacia La Mancha.
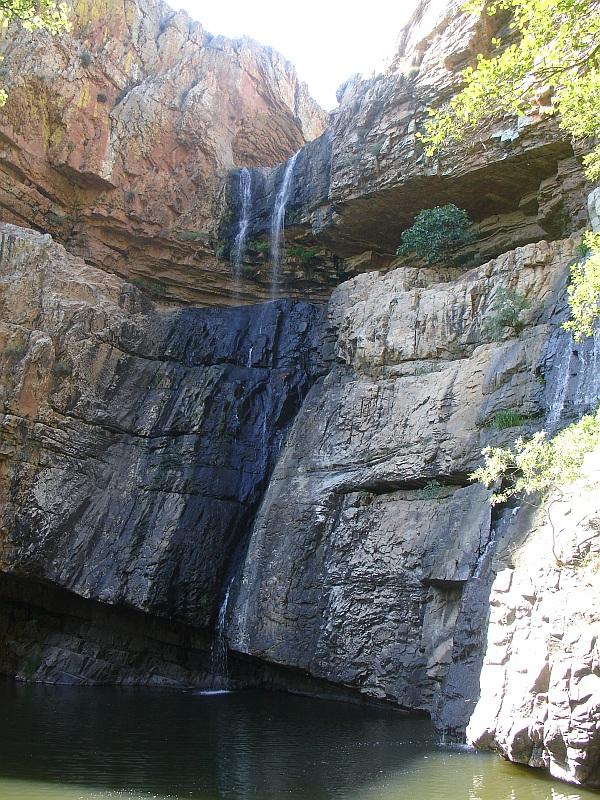
Cascada de la Cimbarra.
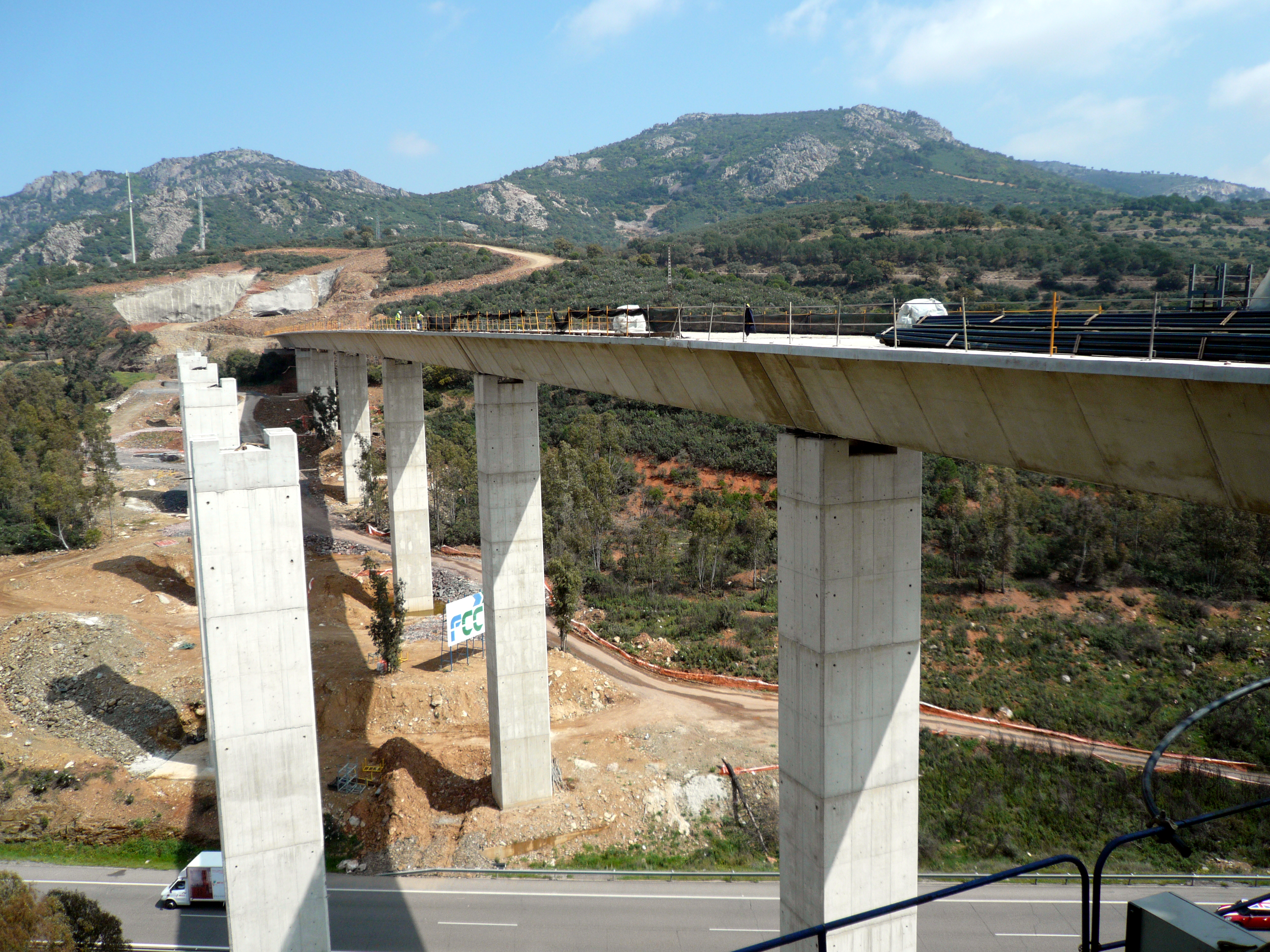
Construcción del viaducto (2009).
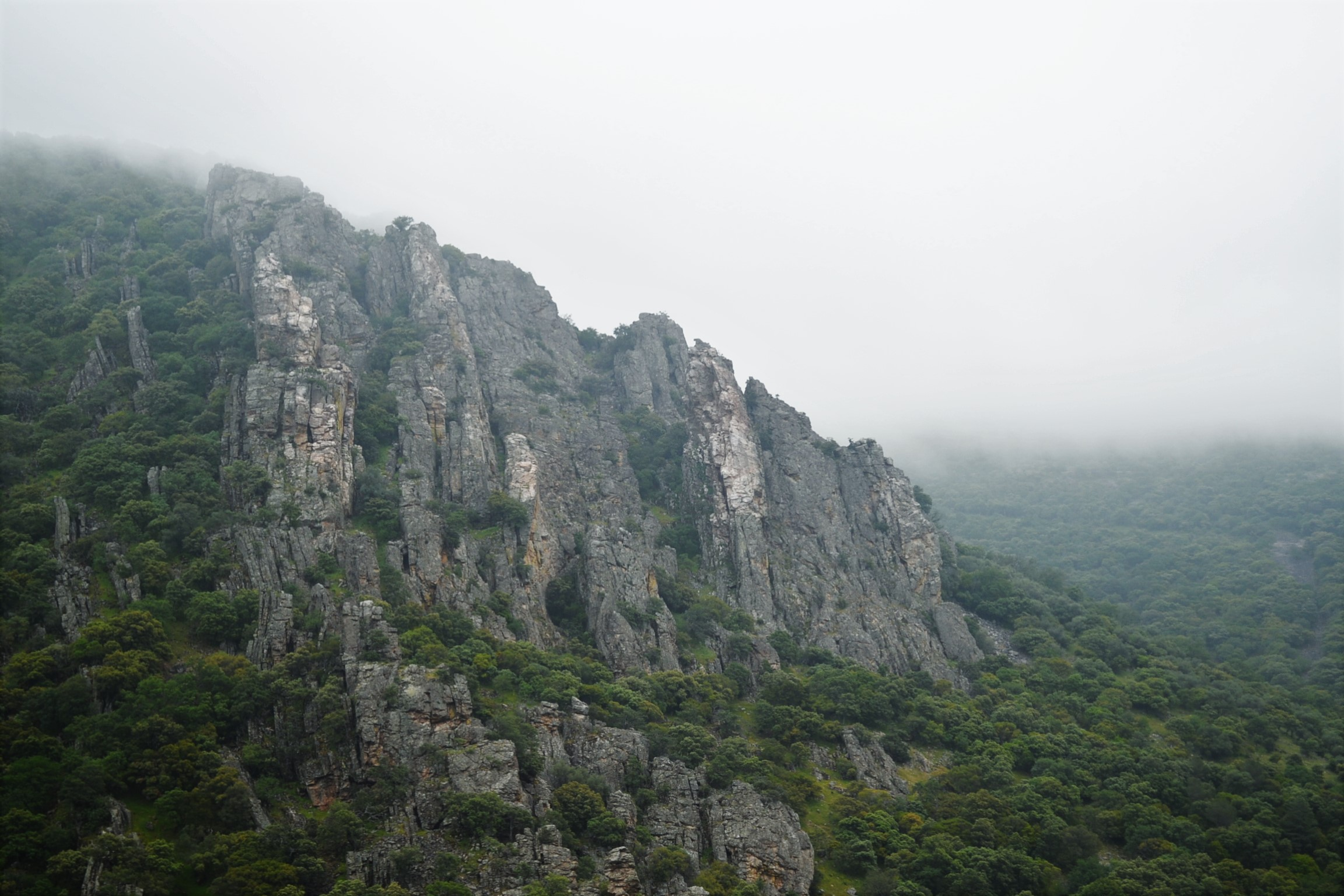
Monumento natural de Los Órganos.
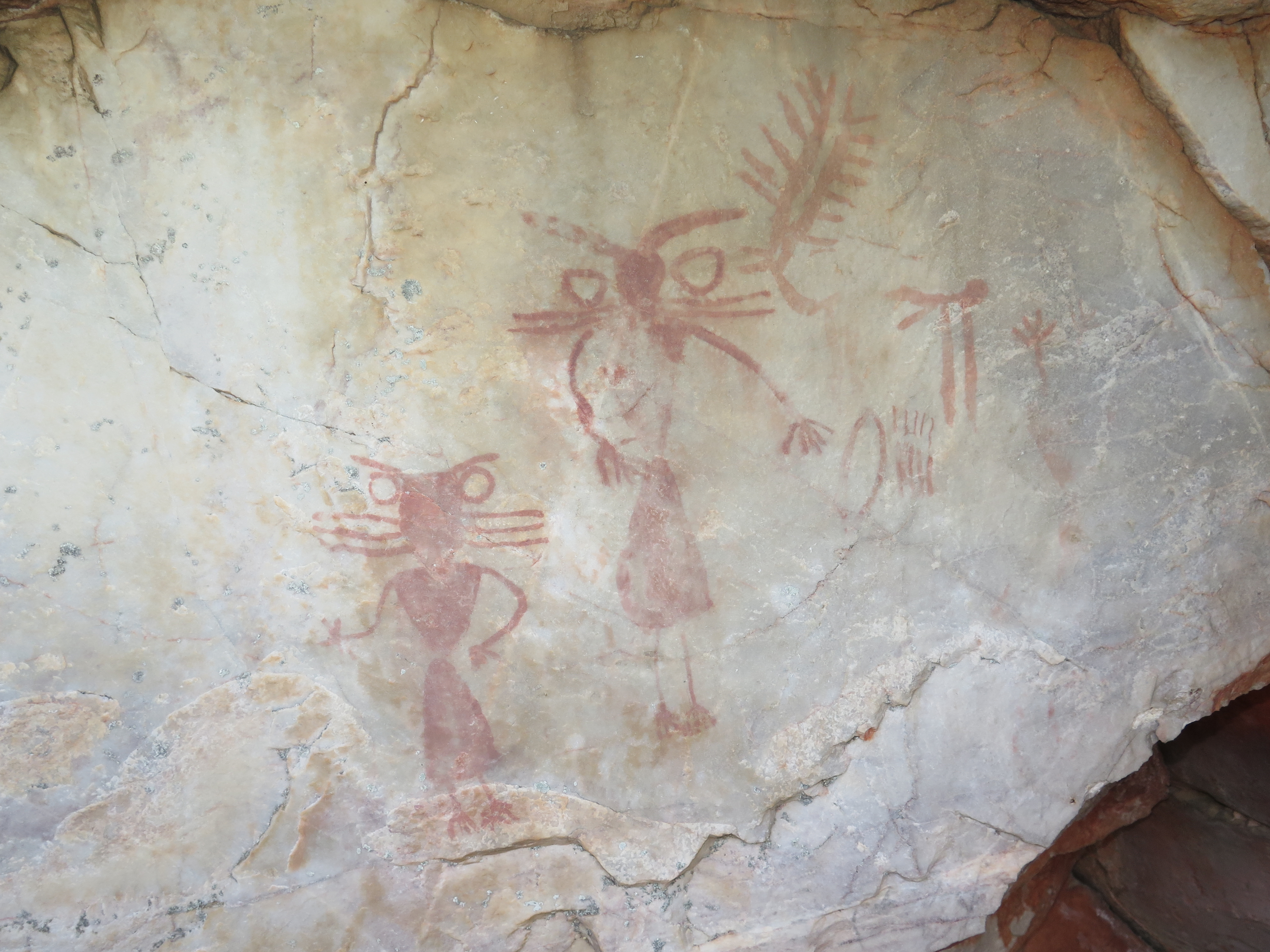
Pinturas rupestres en el monte Los Órganos.